# Oligonychus plegas
Oligonychus plegas är en spindeldjursart som beskrevs av Baker och Pritchard 1960. Oligonychus plegas ingår i släktet Oligonychus och familjen Tetranychidae. Inga underarter finns listade i Catalogue of Life.